# Piekło i niebo (film)
Piekło i Niebo – polski film fabularny z roku 1966 w reżyserii Stanisława Różewicza.
Film kręcony w Warszawie (ul. Wspólna) oraz okolicach Spały i Łodzi.

## Fabuła
Komedia fantastyczna. Autobus, którym podróżują Piotruś wraz z dziadkiem, ulega wypadkowi. Wszyscy pasażerowie trafiają pod Sąd Szczegółowy, który rozsądza, kto trafi do Nieba, a kto do Piekła. Jak się okazuje, panują zgoła ziemskie obyczaje, np. kwitnie biurokracja i wszechobecny bałagan. Piotruś stwierdza, że w Piekle jest ciekawiej niż w nudnym Niebie. W sumie jednak nie podoba mu się ani tu, ani tu, przez dziurę w niebie wracają więc wraz z dziadkiem na Ziemię.

## Obsada
- Kazimierz Opaliński − dziadek Ignacy Zasada
- Józef Frątczak(inne języki) − Piotruś, wnuk Zasady
- Andrzej Szczepkowski − Franciszek
- Wiesław Michnikowski − Stefan
- Irena Szczurowska − Katarzyna Słaboś "Kika"
- Marta Lipińska − Anioł stróż Piotrusia
- Elżbieta Starostecka − Anioł stróż
- Tadeusz Pluciński − Diabeł stróż dziadka/kelner
- Hanka Bielicka − druga żona Franciszka
- Elżbieta Borkowska-Szukszta − kobieta bawiąca się z Ignacym
- Aleksandra Leszczyńska − Emilia Brzeska, ciotka Stefana
- Maciej Borniński − szczęśliwy mieszkaniec nieba
- Wojciech Siemion − demagog w piekle
- Jan Ciecierski − Kostuś, przyjaciel Ignacego Zasady
- Lech Ordon − diabeł, w starym piekle
- Kazimierz Fabisiak − diabeł, w starym piekle
- Jacek Fedorowicz − scenarzysta
- Jan Kobuszewski − scenarzysta
- Krystyna Feldman − pasażerka autobusu
- Aleksander Fogiel − mieszkaniec nieba
- Bogumił Kobiela − markiz na rożnie
- Jerzy Turek − diabeł z obcęgami w starym piekle
- Józef Nalberczak − kierowca autobusu
- Stanisław Marian Kamiński − mężczyzna czekający na sąd
- Janusz Paluszkiewicz − leśniczy, przyjaciel Ignacego Zasady
- Bronisław Pawlik − pustelnik w czyśćcu
- Michał Szewczyk − żołnierz
- Krzysztof Litwin − książę małżonek w marzeniu Franciszka
- Marian Wojtczak